# Morellia roppai
Morellia roppai är en tvåvingeart som beskrevs av Pamplona 1986. Morellia roppai ingår i släktet Morellia och familjen husflugor. Inga underarter finns listade i Catalogue of Life.